# Mimosa xerophytica
Mimosa xerophytica är en ärtväxtart som beskrevs av Robert Walter Schery. Mimosa xerophytica ingår i släktet mimosor, och familjen ärtväxter. Inga underarter finns listade i Catalogue of Life.